# Herman Müntz
Herman Müntz, także Chaim Minc, ps. „Herman Glenn” (ur. 28 sierpnia 1884 w Łodzi, zm. 17 kwietnia 1956 w Szwecji) – matematyk pochodzenia żydowskiego, znany z udowodnienia twierdzenia Müntza-Szásza.

## Życiorys
Müntz wychował się w majętnej, świeckiej rodzinie żydowskiej w Łodzi. Był najstarszym z pięciorga dzieci. Biegle władał językiem polskim znał również język niemiecki i rosyjski. Ukończył Wyższą Szkołę Rzemieślniczą w Łodzi.
W 1902 wyjechał do Berlina, gdzie kształcił się na Uniwersytecie Berlińskim, na którym studia ukończył w 1906. W latach 1906–1924 pisał książki i publikacje związane z Żydami i ich miejscem na świecie, w tym m.in. Wir Juden, Über Ehe und Treue, Der Jüdische Staat. Na Uniwersytecie Berlińskim w 1910 obronił pracę doktorską nt. równań różniczkowych cząstkowych i zagadnienia Plateau pod kierunkiem Hermanna Schwarza, która została opublikowana w Crelle.
W 1911 przeprowadził się do Monachium, jego praca naukowa skupiała się wówczas na geometrii rzutowej, metodzie iteracyjnej i teorii aproksymacji. W 1912 poślubił Magdę Wohlman, pochodzącą ze Złotkowa koło Poznania. Od 1914 pisał dla czasopisma Martina Bubera Der Jude, dla którego napisał 18 publikacji, z których część napisana została pod pseudonimem Herman Glenn. W 1914 udowodnił twierdzenie Müntza-Szásza, potwierdzone przez węgierskiego matematyka Otto Szásza w 1916.
W 1914 został nauczycielem w szkole niedaleko Heppenheim, a w 1915 w Ilbeshausen-Hochwaldhausen. W 1919 uzyskał niemieckie obywatelstwo. Na przełomie 1919 i 1920 Müntz miał załamanie nerwowe, w związku z czym przebywał w sanatorium Gandersheim w pobliżu Getyngi, następnie podjął decyzję o powrocie z żoną do Polski, gdzie małżeństwo zamieszkało u rodziców jego małżonki, prowadzących gospodarstwo rolne. Po kilkunastu miesiącach, w 1921, przeniósł się do Getyngi, gdzie zaczął publikować prace naukowe z zakresu matematyki, a także zaangażował się w prace redakcyjne, recenzyjne w czasopiśmie Scripta Universitatis. W 1924 zamieszkał z żoną w Berlinie, gdzie bezskutecznie szukał pracy, co związane było z brakiem habilitacji.
W 1927 i w 1930 współpracował z Albertem Einsteinem. Poza okresem współpracy, mężczyźni pisali do siebie listy. W 1929 objął stanowisko profesora na Leningradzkim Uniwersytecie Państwowym, gdzie był kierownikiem Katedry Równań Różniczkowych i Całkowych – zajmował się nauczaniem, badaniami i administracją. Od 1931 Müntz był odpowiedzialny również za analizę matematyczną w Instytucie Naukowo-Badawczym w Matematyki i Mechaniki na LUO. W październiku 1937 będąc nadal obywatelem niemieckim został wydalony ze Związku Radzieckiego bez oficjalnego powodu, w związku z czym zamieszkał w Sztokholmie, gdzie zajmował się badaniami nad hemodynamiką Otrzymał obywatelstwo szwedzkie w 1953. Przez całe życie borykał się z problemami ze wzrokiem. Przez ostatnie lata życia był niewidomy.

## Publikacje
- Wir Juden (1907)
- Über Ehe und Treue (O małżeństwie i wierności),
- Der Jüdische Staat (Państwo Żydowskie) – fragmenty tej książki pojawiały się jako artykuły w czasopismach[1].